# Dorina Cătineanu
Dorina Cătineanu (ur. 20 stycznia 1954)) – rumuńska lekkoatletka, specjalistka skoku w dal, halowa mistrzyni Europy z 1975.
Odpadła w kwalifikacjach skoku w dal na mistrzostwach Europy w 1974 w Rzymie.
Zwyciężyła w tej konkurencji na halowych mistrzostwach Europy w 1975 w Katowicach, wyprzedzając Lidiję Ałfiejewą ze Związku Radzieckiergo i Metę Antenen ze Szwajcarii. Zdobyła srebrny medal na letniej uniwersjadzie w 1975 w Rzymie, przegrywając jedynie z Jarmilą Nygrýnovą z Czechosłowacji.
Rekord życiowy  w skoku w dal wynosił 6,50 m (ustanowiony 21 lipca 1974 w Bukareszcie).